# Theo van Doesburg

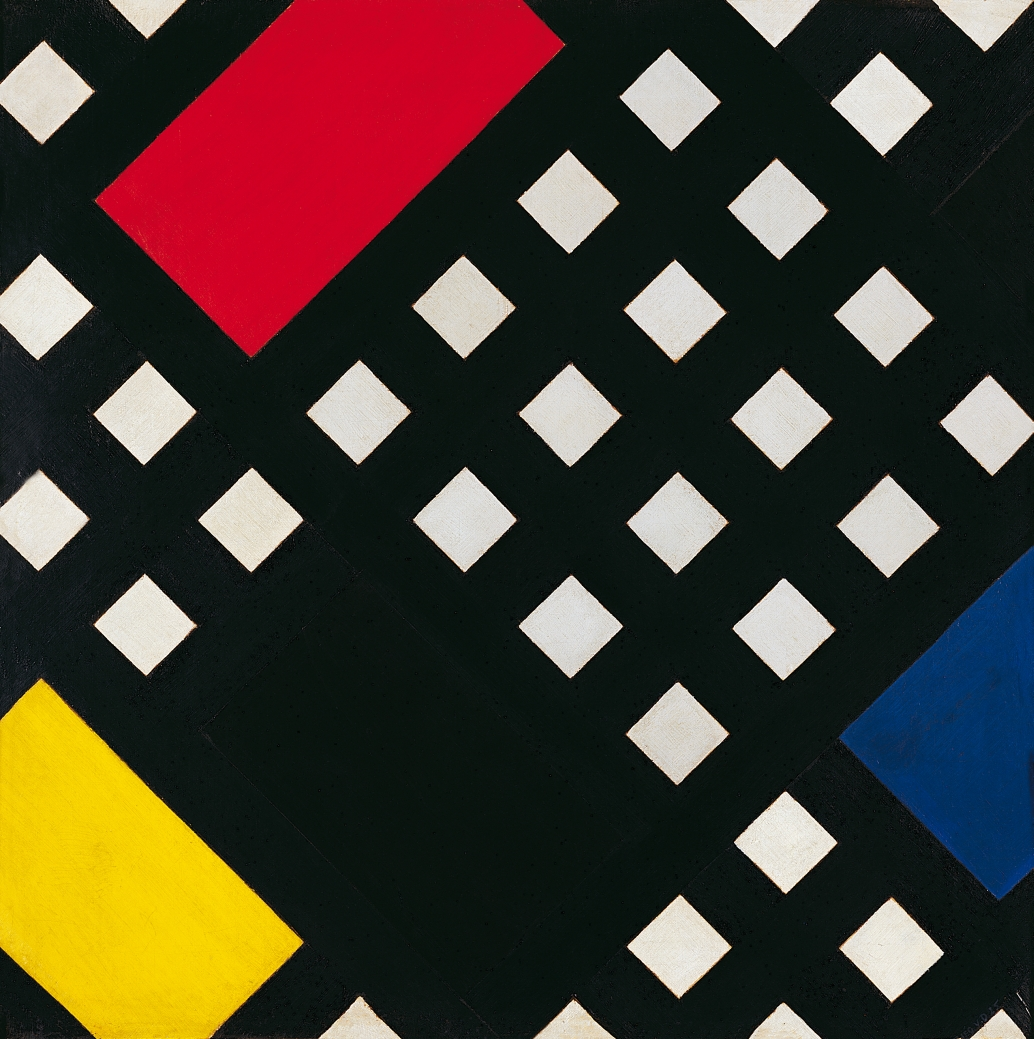
Kontrkompozycja XV, 1925

Theo van Doesburg właściwie Christian Küpper (ur. 30 sierpnia 1883 w Utrechcie, zm. 7 marca 1931 w Davos) – holenderski artysta, malarz, pisarz, architekt i teoretyk sztuki. Twórca i przedstawiciel kierunku w sztuce De Stijl, zwolennik i propagator neoplastycyzmu.